# ترلان قلی‌اف
ترلان قلی‌اف (ترکی آذربایجانی: Tərlan Quliyev؛ زادهٔ ۱۹ آوریل ۱۹۹۲) بازیکن فوتبال اهل جمهوری آذربایجان است.
از باشگاه‌هایی که در آن بازی کرده‌است می‌توان به باشگاه فوتبال کپز، باشگاه فوتبال سومقاییت، باشگاه فوتبال نفتچی باکو، و باشگاه فوتبال قره‌باغ اشاره کرد.
وی همچنین در تیم‌های ملی فوتبال تیم ملی فوتبال زیر ۱۷ سال جمهوری آذربایجان، تیم ملی فوتبال زیر ۱۹ سال جمهوری آذربایجان، زیر ۲۱ سال جمهوری آذربایجان، و جمهوری آذربایجان بازی کرده‌است.